# Francisco de Almada e Mendonça
Francisco de Almada e Mendonça (Lisboa, 28 de fevereiro de 1757 — Porto, 18 de agosto de 1804) foi juiz desembargador, corregedor e provedor da comarca do Porto, responsável por importantes obras públicas em finais do século XVIII e inícios do XIX na cidade do Porto e na Póvoa de Varzim, em Portugal.

## Biografia
Filho de João de Almada e Melo e de Ana Joaquina de Lencastre e Moscoso, nasceu na freguesia de Santa Maria dos Olivais, em Lisboa. Doutorou-se em Leis na Faculdade de Leis da Universidade de Coimbra, foi comendador da Ordem de Cristo, primeiro senhor donatário de Ponte da Barca e primeiro alcaide-mor de Marialva e fidalgo da Casa Real. Na comarca do Porto foi provedor, corregedor, presidente do cofre, intendente da Marinha, presidente da Junta Administrativa da Fazenda, das saboarias e do tabaco, conservador no juízo das encomendas e do sal, avaliador das obras literárias produzidas, assim como nos processos policiais, contrabando e moeda. Foi igualmente juiz geral das coutadas do reino e inspetor das obras públicas do Norte.
Realizou importantes obras públicas no Porto, entre as quais se destacam:
- Abertura da Rua do Almada
- Construção do quartel do Campo de Santo Ovídio (na atual Praça da República)
- Abertura da Praça de 9 de Abril
- Construção do Teatro de São João
- Construção das estradas de ligação à Foz do Douro, a Matosinhos, Leça da Palmeira, Guimarães e Braga
- Construção da Ponte das Barcas
- Reparação e pavimentação da maior parte das ruas da cidade
- Demolição de diversos tramos das Muralhas Fernandinas e respetivas torres
- Reparação da Cadeia da Relação

Foi, ainda, responsável por solicitar a Carlos Amarante a apresentação de um projeto para construção de uma ponte em pedra a ligar a Serra do Pilar, em Vila Nova de Gaia, à Porta do Sol, no Porto, que não foi realizada. Elevou, ainda, Paredes à categoria de vila, mandando construir os seus Paços do Concelho.

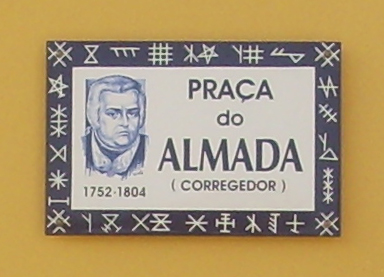
Placa da Praça do Almada na Póvoa de Varzim com a efígie de Francisco de Almada e Mendonça.

Foi casado com Antónia Madalena de Quadros Sousa e Sá — 12.ª senhora de Tavarede, senhora das Lezírias de Buarcos — de quem teve dois filhos:
- Ana Felícia de Almada Quadros e Lencastre, que casou com Tomás da Cunha Manuel Henriques de Melo e Castro;
- João de Almada Quadros Sousa e Lencastre, 1.º conde de Tavarede, que casou com Maria Emília da Fonseca Pinto Albuquerque Araújo e Meneses.

Morreu pobre em 1804 no Porto, sendo sepultado na Igreja da Misericórdia. Em 1839 foi trasladado para o Cemitério do Prado do Repouso a expensas da Câmara Municipal do Porto, tendo-lhe sido erguido um mausoléu com um busto de Soares dos Reis.
É, muitas vezes, confundido com o seu pai, João de Almada.